# Benetton B192
O  B192 é o modelo da Benetton na temporada de 1992 da Fórmula 1. Condutores: Michael Schumacher e Martin Brundle utilizaram o chassi B192 a partir do GP da Espanha até a última prova do campeonato. Com esse chassi, Schumacher venceu o GP da Bélgica, sua primeira vitória na carreira e o último piloto a vencer com câmbio manual.

## Resultados[2]
(legenda) (em itálico indica volta mais rápida)
| Ano  | Chassi | Motor         | Pneus | N° | Pilotos            | 1   | 2   | 3   | 4   | 5   | 6   | 7   | 8   | 9   | 10  | 11  | 12  | 13  | 14  | 15  | 16  | Pontos   | Posição |  |
| ---- | ------ | ------------- | ----- | -- | ------------------ | --- | --- | --- | --- | --- | --- | --- | --- | --- | --- | --- | --- | --- | --- | --- | --- | -------- | ------- |  |
|      |        |               |       |    |                    |     |     |     |     |     |     |     |     |     |     |     |     |     |     |     |     |          |         |  |
|      |        |               |       |    |                    | RSA | MEX | BRA | ESP | SMR | MON | CAN | FRA | GBR | GER | HUN | BEL | ITA | POR | JPN | AUS |          |         |  |
| 1992 | B192   | Ford HB6/7 V8 | G     | 19 | Michael Schumacher |     |     |     | 2   | Ret | 4   | 2   | Ret | 4   | 3   | Ret | 1   | 3   | 7   | Ret | 2   | 801 (91) | 3°      |  |
| 1992 | B192   | Ford HB6/7 V8 | G     | 20 | Martin Brundle     |     |     |     | Ret | 4   | 5   | Ret | 3   | 3   | 4   | 5   | 4   | 2   | 4   | 3   | 3   | 801 (91) | 3°      |  |

↑1  Do GP da África do Sul até o Brasil, Schumacher e Brundle utilizaram o B191B marcando 11 pontos (91 no total).